# Cristina Almeida
María Cristina Almeida Castro (Badajoz, 24 de julio de 1944) es una abogada y política española. Participó en la fundación de Izquierda Unida.

## Biografía
Cristina Almeida pertenece a una familia acomodada[cita requerida] de Badajoz. Su padre, el periodista Manuel Almeida Segura (1914 - 21/09/1999), perteneció a Acción Popular (España) y escribió para el diario Hoy de Badajoz durante la Segunda República, fue encarcelado tras el inicio de la Guerra Civil y, tras la toma de la ciudad por la columna de Juan Yagüe, se unió al bando sublevado como corresponsal de guerra. Su madre fue Carmen Castro Carrasco.
Cuando Cristina tenía once años, su familia se trasladó a Madrid. Tras realizar sus estudios secundarios en un colegio religioso, cursó estudios de Derecho en la Universidad Central de Madrid. Desde 1966, fecha de su ingreso en el Colegio de Abogados de Madrid, ejerció la abogacía, abriendo un despacho profesional en 1967. Se destacó como abogada laboralista en defensa ante los tribunales de justicia de los derechos de los trabajadores y de los presos políticos durante el franquismo. Fue una de los abogados del Proceso 1001 en el que se procesaron a dirigentes de Comisiones Obreras (CCOO). Tras la llegada de la democracia, centró sus esfuerzos profesionales en el campo del feminismo y la lucha por los derechos de la mujer. De esta forma, llegó a participar en las conferencias mundiales organizadas por las Naciones Unidas en Nairobi, en 1985, y en Pekín, en 1995.
Ingresó en el Partido Comunista de España (PCE) en 1964, durante su etapa universitaria. En 1977, fue una de las abogadas de la acusación en el juicio por la Matanza de Atocha en un despacho de abogados laboralistas. Compartió la acusación junto a José María Mohedano y José Bono. A raíz de eso, perteneció al Patronato de la Fundación Abogados de Atocha. A partir de 1979, Cristina Almeida desempeñó el cargo de concejala en el Ayuntamiento de Madrid por el PCE, al que pertenecía desde 1963, formando parte del equipo municipal dirigido por Enrique Tierno Galván. Desempeñó el cargo de concejala presidenta de la Junta Municipal del distrito de Fuencarral-El Pardo, se vio involucrada en la polémica generada por el envío a colegios públicos de su distrito de El libro rojo del cole. En 1981 fue expulsada, junto a otros miembros del sector renovador del PCE, al enfrentarse al entonces secretario general Santiago Carrillo.[cita requerida]

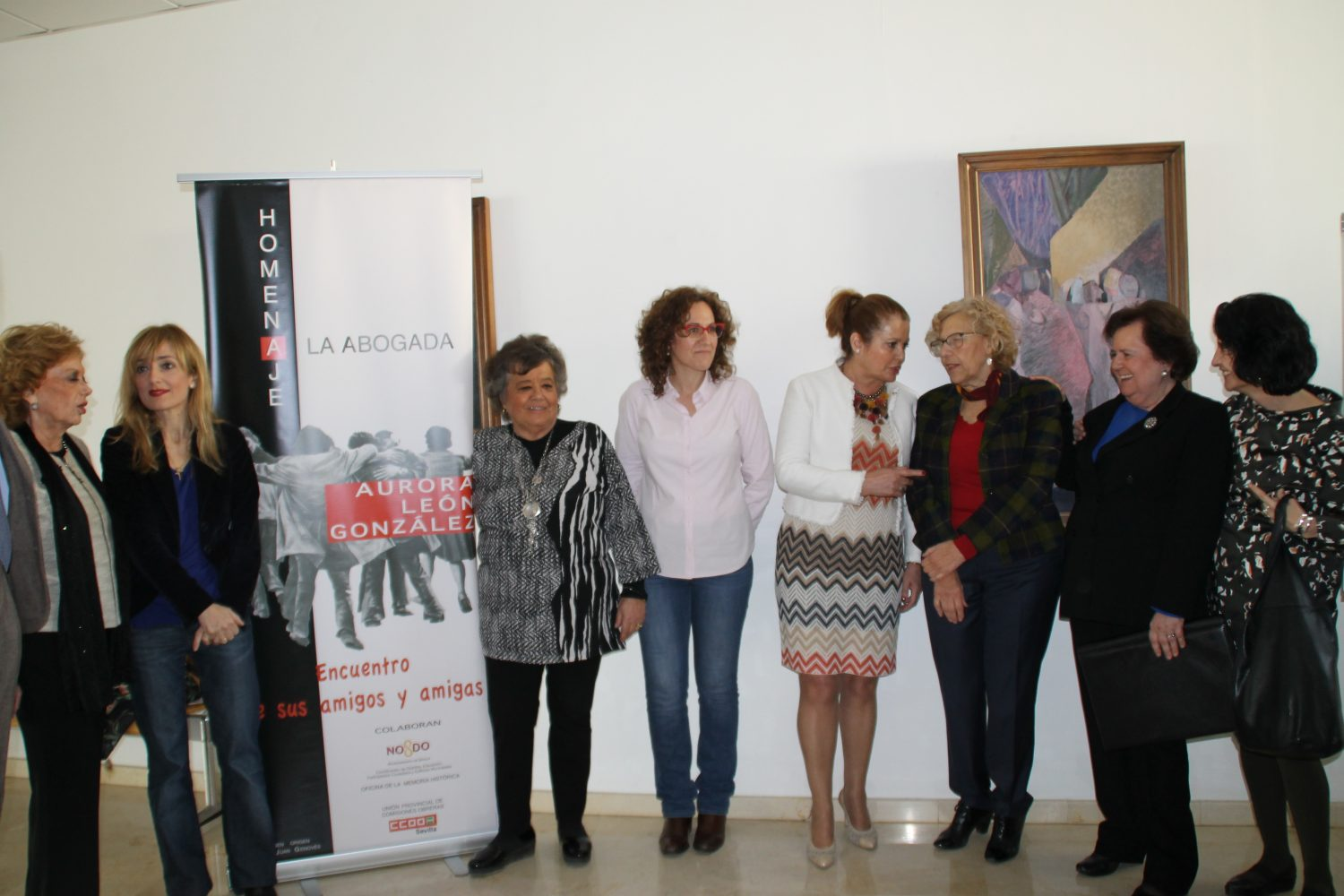
En 2018 durante un homenaje a Aurora León, la primera abogada laboralista de Andalucía, acompañada de, entre otras, Manuela Carmena.

Participó en la fundación de la coalición electoral Izquierda Unida en 1986, siendo elegida diputada en 1989. Elegida de nuevo en las elecciones de 1996, en abril de 1996, formó junto con otros miembros de IU, el partido Partido Democrático Nueva Izquierda (PDNI), dentro de Izquierda Unida. Tras diversos enfrentamientos con Julio Anguita, el coordinador general de Izquierda Unida, el PDNI dejó la coalición en septiembre de 1997, pasando Cristina Almeida, junto con los otros dos diputados del PDNI al Grupo Mixto. Sin embargo, Cristina Almeida no terminó la legislatura, ya que fue designada como la aspirante a la Presidencia de la Comunidad de Madrid de la coalición PSOE-Progresistas (que integraba al PDNI), concurriendo como cabeza de lista de la formación de cara a las elecciones a la Asamblea de Madrid de 1999, siendo sustituida por Diego López Garrido. La candidatura obtuvo el 37,2% de los votos, y Almeida resultó elegida diputada regional para la v legislatura del parlamento autonómico. Fue también senadora por designación autonómica entre 1999 y 2003.
Ha colaborado en numerosas revistas tratando problemas jurídicos, de la mujer, de los barrios y de las asociaciones de vecinos. Entre sus publicaciones, figura el ensayo La mujer y el mundo del trabajo (1982).
En 1995, fundó junto con Ana Clara Belío el despacho profesional ABA abogadas, donde sigue siendo socia.
Desde 2014 hasta 2018, asistió como colaboradora habitual al programa de TVE: Amigas y conocidas, presentado por Inés Ballester.
Copresentò la Gala 2000 y una noche con Manolo Sarria, María del Monte, Miguel Caiceo, Chiquito de la Calzada, Carmen Janeiro, Víctor Puerto, Fernando Romay, Arturo Fernández y Jesús Hermida.

## En la cultura popular
- Las abogadas (2024) El personaje de Cristina Almeida fue protagonista de la serie de televisión Las abogadas (2024) junto a Paquita Sauquillo, Manuela Carmena y Lola González Ruiz que recoge la historia de lucha durante su periodo como abogadas laboralistas durante la dictadura franquista en España.[10]